# Mount Windsor Tableland
Mount Windsor Tableland är ett högland i Australien. Det ligger i delstaten Queensland, omkring 1 500 kilometer nordväst om delstatshuvudstaden Brisbane.
I omgivningarna runt Mount Windsor Tableland växer i huvudsak städsegrön lövskog. Trakten runt Mount Windsor Tableland är nära nog obefolkad, med mindre än två invånare per kvadratkilometer.  Genomsnittlig årsnederbörd är 1 526 millimeter. Den regnigaste månaden är mars, med i genomsnitt 394 mm nederbörd, och den torraste är september, med 11 mm nederbörd.